# Andrei Carabelea
Andrei Carabelea (n. 28 mai 1983, Piatra-Neamț, județul Neamț) este un politician român, primar al municipiului Piatra-Neamț din partea PNL, ales la scrutinul din 27 septembrie 2020.